# Marek Zúbek
Marek Zúbek (* 5. August 1975 in Žilina) ist ein tschechischer Fußballspieler.

## Karriere
Marek Zúbek begann mit dem Fußballspielen bei Sokol Bedřichov, einem Verein aus Jihlava. Nach nur einem Jahr wechselte er zu FC Zbrojovka Brno. Im April 1994 debütierte der defensive Mittelfeldspieler für den zwischenzeitlich in FC Boby Brünn umbenannten Verein in der 1. Liga. In den Spielzeiten 1994/95 und 1995/96 unter Trainer Petr Uličný spielte der talentierte Zúbek nicht immer von Beginn an, dies änderte sich erst unter Uličnýs Nachfolger Karel Večeřa, der Zúbek regelmäßig aufstellte.
1996 wurde Zúbek zum Talent des Jahres gewählt und debütierte am Jahresende beim König-Hassan II.-Pokal in Marokko in der Tschechischen Nationalmannschaft. Nach zwei weiteren Länderspielen zog er sich im Frühjahr 1997 bei einem Nationalmannschaftstraining eine Knöchelverletzung zu, die seine internationale Karriere jäh beendete.
Ende der 1990er Jahre hatte Zúbek ein Angebot aus dem belgischen Lommel, wurde aber nicht freigegeben. 1993 hatte er einen Elfjahresvertrag unterschrieben, eine von der UEFA später untersagte Praxis. Im Januar 2003 durfte Zúbek doch noch, auf Leihbasis, zum SK Lommel wechseln, der allerdings drei Monate später Konkurs anmelden musste.  Er kehrte nach Brünn zurück, und ging nach Ablauf seines Vertrages 2004 zum amtierenden tschechischen Meister Baník Ostrava. Unter František Komňacký spielte er zunächst noch, dessen Nachfolger Jozef Jarabinský stellte Zúbek nicht mehr auf. Er wurde für ein halbes Jahr an seinen ehemaligen Verein 1. FC Brünn ausgeliehen. 2005/06 spielte er für Vysočina Jihlava.
Obwohl Baník Ostrava kein sportliches Interesse an Zúbek hatte, zog der Verein dennoch die im Vertrag enthaltene Option auf Vertragsverlängerung. Am 31. August 2006 wurde Marek Zúbek von Tescoma Zlín verpflichtet, wo er einen Dreijahresvertrag unterschrieb.
Im Sommer 2009 wechselte Zúbek zum österreichischen Regionalligisten SV Leobendorf. Seit dem Sommer 2010 ist Zúbek beim USV Scheiblingkirchen in der österreichischen 2. Landesliga Ost als Spieler im Einsatz.